# الیسن دودک
الیسن دودک (انگلیسی: Alyson Dudek؛ زادهٔ ۳۰ ژوئیهٔ ۱۹۹۰) اسکیت‌باز سرعت اهل ایالات متحده آمریکا است.